# 1998-as Dakar-rali
Az 1998-as Dakar-rali 1998. január 1-jén rajtolt Granadából, és 1999. január 18-án ért véget Dakar városában. A 20. alkalommal megrendezett versenyen 173 motoros 115 autós és 35 kamionos egység indult.

## Útvonal
A versenyzők 10.593 km megtétele után, Franciaország, Spanyolország, Marokkó, Mauritánia és Mali érintésével jutottak el a Szenegál fővárosába  Dakarba.
| Szakasz | Dátum      | Honnan      | Hová        | Össztáv (km) |
| ------- | ---------- | ----------- | ----------- | ------------ |
| 1       | január 1.  | Párizs      | Narbona     | 937          |
| 2       | január 2.  | Narbona     | Granada     | 1.182        |
| 3       | január 3.  | Granada     | Almería     | 234          |
| 4       | január 4.  | Nador       | Er Rachidia | 613          |
| 5       | január 5.  | Er Rachidia | Ouarzazate  | 577          |
| 6       | január 6.  | Ouarzazate  | Smara       | 1050         |
| 7       | január 7.  | Smara       | Zouérat     | 614          |
| 8       | január 8.  | Zouérat     | El Mreïti   | 684          |
| 9       | január 9.  | El Mreïti   | Taoudenni   | 478          |
| 10      | január 10. | Taoudenni   | Gao         | 918          |
|         | január 11. | Pihenőnap   |             |              |
| 11      | január 12. | Gao         | Timbuktu    | 420          |
| 12      | január 13. | Timbuktu    | Néma        | 566          |
| 13      | január 14. | Néma        | Tidjikja    | 749          |
| 14      | január 15. | Tidjikja    | Atar        | 394          |
| 15      | január 16. | Atar        | Boutilimit  | 490          |
| 16      | január 17. | Boutilimit  | Saint-Louis | 422          |
| 17      | január 18. | Saint-Louis | Dakar       | 265          |

## Végeredmény
A versenyt összesen 41 motoros, 55 autós és 8 kamionos fejezte be.

### Motor
|    | Versenyző            | Motor  |
| -- | -------------------- | ------ |
| 1. | Stéphane Peterhansel | Yamaha |
| 2. | Fabrizio Meoni       | KTM    |
| 3. | Andy Haydon          | KTM    |

### Autó
|    | Versenyző            | Motor      |
| -- | -------------------- | ---------- |
| 1. | Jean Pierre Fontenay | Mitsubishi |
| 2. | Sinodzuka Kendzsiró  | Mitsubishi |
| 3. | Bruno Saby           | Mitsubishi |

### Kamion
|    | Versenyző          | Motor |
| -- | ------------------ | ----- |
| 1. | Karel Loprais      | Tatra |
| 2. | Yoshimasa Sugawara | Hino  |
| 3. | Milan Koreny       | Tatra |